# Tomoyuki Sakai
Tomoyuki Sakai (jap. 酒井 友之, Sakai Tomoyuki; * 29. Juni 1979 in Misato, Präfektur Saitama) ist ein ehemaliger japanischer Fußballspieler.

## Nationalmannschaft
2000 debütierte Sakai für die japanische Fußballnationalmannschaft. Mit der japanischen Nationalmannschaft qualifizierte er sich erfolgreich für die Olympischen Spiele 2000.

## Errungene Titel

### Mit der Nationalmannschaft
- Junioren-Weltmeisterschaft 1999: 2. Platz

### Mit seinen Vereinen
- J. League: 2006
- Kaiserpokal: 2005, 2006